# كلود كوتس
كلود كوتس (بالإنجليزية: Claude Coats)‏ هو مصمم الخلفية ‏ أمريكي، ولد في 17 يناير 1913 في سان فرانسيسكو في الولايات المتحدة، وتوفي في 9 يناير 1992 في لوس أنجلوس في الولايات المتحدة.

## وصلات خارجية
- كلود كوتس على موقع IMDb (الإنجليزية)
- كلود كوتس على موقع أول موفي (الإنجليزية)
- كلود كوتس على موقع قاعدة بيانات الأفلام السويدية (السويدية)
- كلود كوتس على موقع قاعدة بيانات الفيلم (الإنجليزية)
- كلود كوتس على موقع كينوبويسك (الروسية)